# Scaevola kallophylla
Scaevola kallophylla är en tvåhjärtbladig växtart som beskrevs av G.J. Howell. Scaevola kallophylla ingår i släktet Scaevola och familjen Goodeniaceae. Inga underarter finns listade i Catalogue of Life.